# Asisi Panorama Berlin

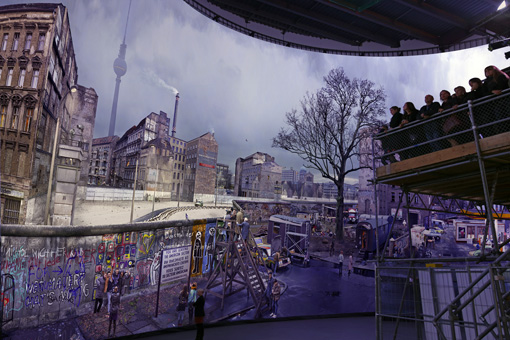
Das Panorama mit der Besucherplattform

Das Asisi Panorama Berlin befindet sich seit September 2012 am ehemaligen Checkpoint Charlie an der Friedrichstraße 205 und zeigt das Panorama Die Mauer – das Asisi Panorama zum geteilten Berlin. Das monumentale Rundbild von Yadegar Asisi thematisiert den Kalten Krieg und die deutsch-deutsche Teilung in Berlin.

## Darstellung
Das Riesenrundbild mit 15 Metern Höhe und 60 Metern Umfang zeigt von einer vier Meter hohen Besucherplattform den Alltag mit der Berliner Mauer in Kreuzberg nahe Moritz- und Oranienplatz in den 1980er Jahren. Das alternative Leben im Club SO 36 mit seinen Punks, besetzten Häusern, einer Wagenburg oder einem Streichelzoo ist vollkommen getrennt vom Leben im Bezirk Mitte in Ost-Berlin. Die Berliner Mauer, der Todesstreifen und die Grenzanlagen trennen Westteil und Ostteil, Bundesrepublik und DDR, Kapitalismus und Kommunismus. DDR-Grenzsoldaten sitzen in Wachtürmen und beobachten über die Grenzanlagen hinweg das bunte Treiben nur wenige Meter entfernt in West-Berlin. Zeigt sich jenseits der Mauer Ost-Berlin als ein Häusermeer grauer Fassaden, wirkt auch Kreuzberg wie ein „vergessener“ grauer Ortsteil, in dem – durch die Mauer und den Landwehrkanal vom restlichen West-Berlin abgetrennt – alternative Lebensformen und der Alltag von Migranten koexistieren. Es zeigt das Arrangement mit der Mauer; in Ost wie West hatte man sich damit abgefunden und sie war zur Normalität geworden.
Begleitet wird das Panorama von Privatfotografien aus dem geteilten Berlin, die einen Einblick in den Alltag der geteilten Stadt geben. Dazu werden Filmausschnitte aus einer Filmdokumentation zum Thema gezeigt.

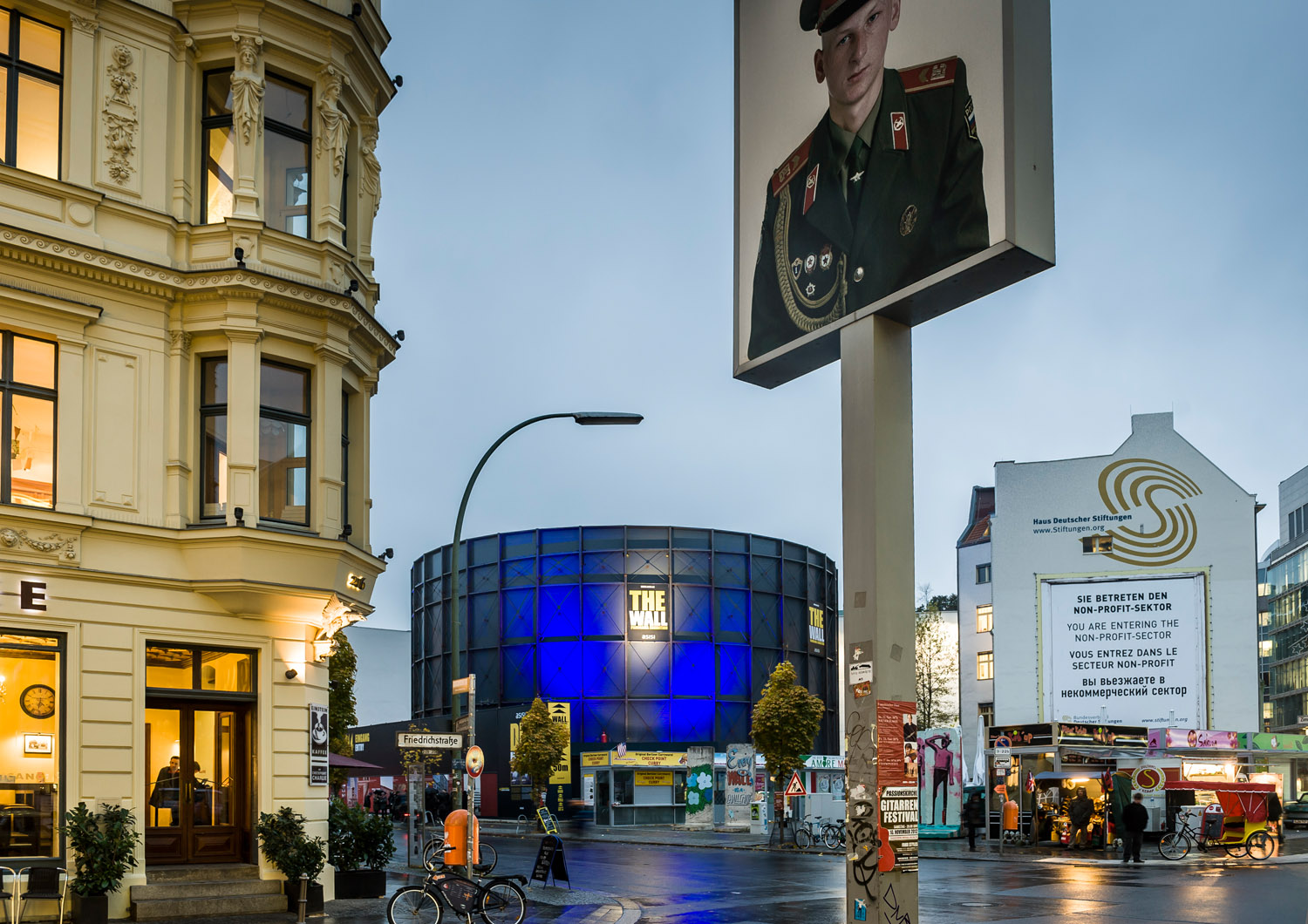
Panorama am Checkpoint Charlie

## Themenverwandte Artikel
- Panometer Leipzig
- Panometer Dresden
- Yadegar Asisi